# Kastríon (ort i Grekland)
Kastríon (Kastri) är en ort i Grekland.   Den ligger i prefekturen Fthiotis och regionen Grekiska fastlandet, i den centrala delen av landet, 170 km nordväst om huvudstaden Aten. Kastríon ligger 109 meter över havet och antalet invånare är 437.
Terrängen runt Kastríon är huvudsakligen kuperad, men den allra närmaste omgivningen är platt.Runt Kastríon är det ganska glesbefolkat, med 21 invånare per kvadratkilometer. Närmaste större samhälle är Makrakómi, 7,6 km väster om Kastríon. 